# 공덕초등학교 (부산)
공덕초등학교는 대한민국 부산광역시 금정구 두구동에 있는 공립 초등학교이다.

## 학교 연혁
- 1937년 7월 20일 청룡공립보통학교 부설 두구간이학교 설립
- 1944년 5월 15일 청룡공립국민학교 두구분교장 개칭
- 1946년 4월 30일 두구공립국민학교 개교
- 1946년 7월 20일 공덕국민학교 개칭
- 1996년 3월 1일 현 교명으로 개칭
- 2002년 6월 23일 우리들꽃학습장 조성
- 2007년 7월 8일 볕들 도서관 리모델링 개관
- 2018년 2월 28일 보건실 현대화 공사
- 2020년 1월 22일 무한상상실(볕들공작소), 특수학급 환경개선 사업
- 2020년 2월 20일 공예실(어울공방) 구축
- 2022년 12월 2일 공덕 황톳길 개장
- 2023년 2월 10일 제74회 졸업식 8명 졸업(4,228명)
- 2023년 3월 1일 제36대 강선이 교장 부임
- 2024년 2월 8일 제75회 졸업식(0명)

## 참고 자료
- 공덕초등학교 - 한국교육학술정보원 학교알리미